# 2715 Mielikki
2715 Mielikki eller 1938 US är en asteroid i huvudbältet som upptäcktes den 22 oktober 1938 av den finske astronomen Yrjö Väisälä vid Storheikkilä observatorium. Den är uppkallad efter Mielikki i den finländska mytologin.
Asteroiden har en diameter på ungefär 13 kilometer.